# 法比耶娜·胡姆
法比耶娜·瓦莱丽·胡姆（德語：Fabienne Valérie Humm；1986年12月20日—），瑞士女子足球运动员，司职前锋，目前效力于苏黎世足球俱乐部和瑞士国家女子足球队。她曾代表瑞士参加2022年欧洲女子足球锦标赛和2023年国际足联女子世界杯等多场国际赛事。